# Лопес Альфаро, Франсиско
Франсиско Хавьер Лопес Альфаро (исп. Francisco Javier López Alfaro; 1 ноября 1962, Осуна, провинция Севилья) — испанский футболист, центральный полузащитник. Также работал тренером. Последним местом работы была «Севилья C».

## Клубная карьера
На протяжении карьеры играл за «Севилью» и «Эспаньол». Провёл 436 матчей в Ла-Лиге, за «Севилью» же в общей сложности сыграл 302 матча и забил 28 голов.
В сезоне 1992/93 Франсиско вылетел в Сегунду с «каталонцами», но оставался важным элементом команды и помог ей вернуться в «элиту» в сезоне 1993/94. Свой последний сезон в Ла-Лиге — 1996/97, он провел в возрасте 35 лет.

## Международная карьера
Франсиско сыграл в 20 матчах и забил 1 гол за сборную Испании, был включен в заявку на Чемпионат Европы 1984 и Чемпионат мира по футболу 1986. Его дебют состоялся 27 октября 1982 в победном матче против Исландии в рамках отбора к Чемпионату Европы 1984.

## Тренерская карьера
В качестве тренера Франсиско начал работать с молодёжными составами «Эспаньола», потом тренировал «Корию», «Реал Хаэн», «Эстремадуру», «Фигерас» и «Нумансию»). В июле 2006 года он возглавил «Бадалону».
В сезоне 2008/09 в Сегунде В, Франсиско стал тренером клуба «Атлетико Балеарес». Вскоре он решил возглавить «Севилью C» — третий состав «Севильи», команду из Терсеры.

## Достижения
- Финалист чемпионата Европы: 1984